# Konferenz der Schweizerischen Grundbuchführung
Die Konferenz der Schweizerischen Grundbuchführung (KSG) (französisch Conférence Suisse du Registre Foncier [CSRF], italienisch Conferenza Svizzera del Registro Fondiario [CSRF]) ist die Berufsorganisation der schweizerischen (und liechtensteinischen) Personen, die in der Grundbuchführung oder in den kantonalen und eidgenössischen Aufsichtsbehörden über das Grundbuch tätig sind. Sie ist ein Verein im Sinne von Art. 60 ff. ZGB. Die Konferenz der Schweizerischen Grundbuchführung bezweckt die Förderung des Grundbuchwesens in der Schweiz und vertritt die Interessen der schweizerischen Grundbuchführung auf eidgenössischer und internationaler Ebene.

## Geschichte
Die Initiative zur Gründung eines Berufsverbands für die Grundbuchführung ging vom Bundesamt für Justiz (BJ) aus, wurde aber von verschiedenen kantonalen Aufsichtsbehörden bei eben jenem angeregt. Ziel war es, eine Institution zu schaffen, die einen praxisorientierten Beitrag zur Weiterentwicklung des Bodenrechts (des einschlägigen Sachen- und Grundbuchrechts insgesamt) sowie zur Aus- und Weiterbildung der rechtsanwendenden Behörden in diesem Bereich leisten kann. Dieses Anliegen entstand nicht zuletzt vor dem Hintergrund der damaligen Unsicherheiten im Bereich des Immobiliarsachenrechts (insbesondere im Zusammenhang mit der Einführung des eidgenössischen Grundbuches). Mit dem Inkrafttreten des ZGB am 1. Januar 1912 waren die Kantone von Bundesrechts wegen verpflichtet, über die Rechte an Grundstücken ein (neues) Grundbuch zu führen (vgl. Art. 942 Abs. 1 ZGB). Die bestehenden kantonalen Registerordnungen mussten in das sog. «eidgenössische Grundbuch» überführt werden (vgl. Art. 38 ff. SchlT ZGB). Die Organisation der Grundbuchführung wurde dabei fast vollständig den Kantonen überlassen (vgl. Art. 953 Abs. 1 ZGB i. V. m. Art. 52 Abs. 1 SchlT ZGB). Immerhin trat gleichzeitig mit dem Schweizerischen Zivilgesetzbuch auch die Grundbuchverordnung in Kraft, die hilfreiche Ausführungsbestimmungen enthielt. Die ersten Jahre waren dennoch geprägt von zahlreichen Fragen im Zusammenhang mit den neuen gesetzlichen Bestimmungen, weshalb der Ruf nach einem Forum für den interkantonalen fachlichen Austausch und einen kontinuierlichen Dialog zwischen den zuständigen Behörden der Kantone (bzw. Gemeinden) und des Bundes immer lauter wurde.
Die Konferenz der Schweizerischen Grundbuchführung wurde schliesslich am 11. Dezember 1948 unter der Leitung des Tagespräsidenten Franz Jenny und des Tagessekretärs Bruno Hoog in Luzern unter dem damaligen Namen «Verband Schweizerischer Grundbuchverwalter (VSGV)» (französisch Société Suisse des Conservateurs du Registre foncier [SSCRF], italienisch Sociatà Svizzera degli Ufficiali del Registro fondiario [SSURF]) gegründet.
Der Grundsatzbeschluss zur Gründung des Vereins wurde von der Gründungsversammlung (23 Personen aus 20 Kantonen) einstimmig gefasst. Präsident wurde Stephan Berger (Kanton Basel-Stadt).

## Ziele
Die Konferenz der Schweizerischen Grundbuchführung (KSG) bezweckt gemäss Art. 3 der Statuten insbesondere die Stellungnahme zu Entwürfen und Vorlagen von Gesetze, Verordnungen und Wegleitungen des Bundes, die Abgabe von Empfehlungen und die Einflussnahme auf die Meinungsbildung in Fragen des Grundbuchrechts und verwandter Gebiete; die Mitarbeit in Fachgremien und Arbeitsgruppen des Bundes, anderer Verbände und Privater; die Durchführung von Fachtagungen oder die Mitwirkung an solchen; die Förderung des Kontaktes und des Austausches mit europäischen und internationalen Partnerorganisationen; die Unterstützung wissenschaftlicher Veröffentlichungen auf dem Gebiet des Grundbuchwesens sowie die Wahrung der Standesinteressen, die Förderung des fachlichen Austausches und der Kollegialität.
Seit mehr als 75 Jahren ist die Konferenz der Schweizerischen Grundbuchführung eine verlässliche Partnerin der Behörden bei der Weiterentwicklung des Grundbuchwesens und der damit zusammenhängenden Themen. Über ihre Mitglieder wirkt sie in zahlreichen Fachgremien und an Fachveranstaltungen mit. Die wichtigsten Partnerbehörden sind dabei das Bundesamt für Justiz (BJ), das Bundesamt für Landestopografie swisstopo sowie die Bau-, Planungs- und Umweltdirektoren-Konferenz (BPUK).
Die Konferenz der Schweizerischen Grundbuchführung pflegte von Anfang an den Kontakt zu Partnerorganisationen im In- und Ausland. Zu den wichtigsten schweizerischen Partnervereinigungen zählen insbesondere der Zürcher Notariatsverein (ZNV), der Schweizerische Notarenverband (SNV) und die Konferenz der kantonalen Geoinformations- und Katasterstellen (KGK). Zu den wichtigsten internationalen Partnervereinigungen zählen die European Land Registry Association (ELRA), die Fédération Royale des Conservateurs des Hypothèques de Belgique, die Association mutuelle des conservateurs des hypothèques de France, der Badische Notarverein, der Bayerisch-Pfälzische Notarverein sowie der Württembergische Notarverein.

## Organisation
Die Konferenz der Schweizerischen Grundbuchführung besteht gemäss Art. 10 der Statuten und im Sinne des Gesetzes (vgl. Art. 64 ff. ZGB) aus drei Organen: der Vereinsversammlung, dem Vorstand und der Revisionsstelle.

## Ehrenmitglieder seit 1948
Die Ehrenmitglieder seit 1948:
- Franz Jenny (1948)
- John Lachavanne (1953)
- Stephan Berger (1956)
- Gerhard Eggen (1970)
- Hans Huber (1973)
- Peter Liver (1973)
- Charles Besson (1998)
- Franco Cattaneo (1998)
- Armand Gougler (1998)
- Manuel Müller (1998)
- Jürg Schmid (1998)
- Bernhard Trauffer (1998)
- Franz Weber (1998)
- Roland Pfäffli (2012)
- Bettina Hürlimann-Kaup (2023)
- Adrian Mühlematter (2023)

## Publikationen
Seit der Gründung war Konferenz der Schweizerischen Grundbuchführung stets bestrebt, auch die Veröffentlichung wissenschaftlicher Beiträge auf dem Gebiet des Immobiliarsachen- und Grundbuchrechts sowie des Notariatsrechts zu fördern. Diesen heute in den Statuten ausdrücklich vorgesehenen Zweck hat der Verein zu verwirklichen versucht. Von Anfang an konnte sich der Verein dabei auf die zum Zeitpunkt der Gründung bereits im 29. Jahrgang befindlichen Zeitschrift für Beurkundungs- und Grundbuchrecht (ZBGR) des Zürcher Notariatsvereins (ZNV) stützen.
Anlässlich seines 50-jährigen Bestehens im Jahre 1998 hat der Verein eine Festschrift herausgegeben. Anlässlich seines 75-jährigen Bestehens im Jahr 2023 hat der Verein eine weitere Festschrift herausgegeben.